# Міжнародний день обіймів

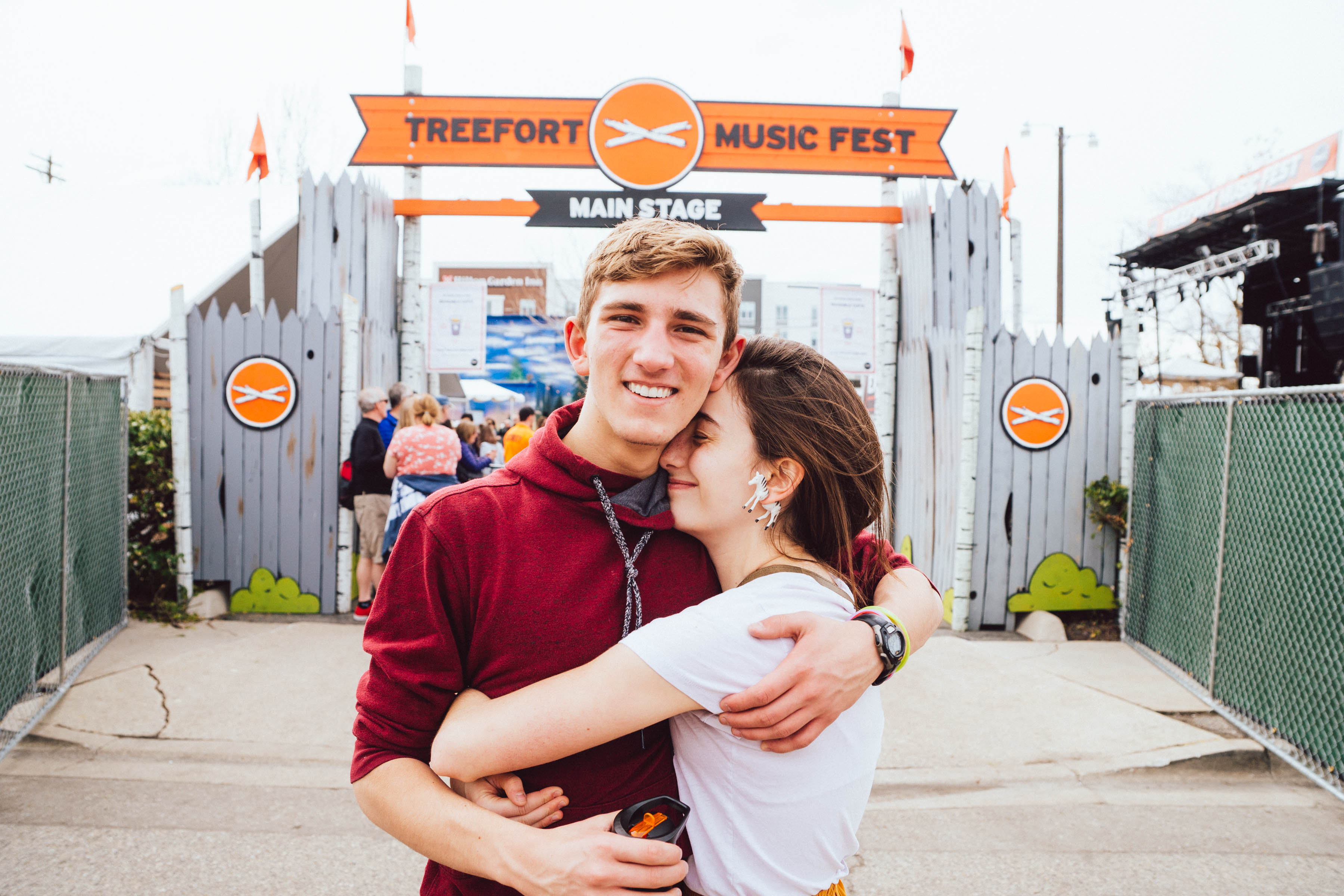
Обійми після концерту

Міжнародний де́нь обі́ймів  — щорічне свято, що відзначають 21 січня. За традицією цього дня можна дружно обіймати навіть незнайомих людей. Свято виникло 21 січня 1986 року в Каро (Мічиган), США.

## Статус
Свято з'явилося в 70-х роках XX століття, сформувавшись в студентському середовищі західноєвропейської молоді, але точні обставини його появи невідомі. Саме в цей день хлопці та дівчата обіймали один одного без жодного інтимного натяку. 
За своєрідним «повір'ям», під час дружніх обіймів люди обмінюються душевним теплом. Існують і «наукові» обґрунтування корисності обіймів: 
- доброзичливі дотики підвищують імунітет;
- стимулюють центральну нервову систему;
- знижують артеріальний тиск;
- уповільнюють серцебиття;
- зменшують рівень тривожності;
- підвищують у крові рівень гемоглобіну, а також іншого гормону — окситоцину, що викликає доброзичливе ставлення до інших людей.

В оригіналі це два свята: Національний день обіймів (англ. National Hugging Day) святкується 21 січня, а 4 грудня відзначається Міжнародний день обіймів (англ. International Hug Day).

## Історія свята
Свято досить молоде. Воно виникло у студентському середовищі західноєвропейської молоді. Саме цього дня хлопці та дівчата просто обнімали один одного — без жодного інтимного підґрунтя. За своєрідною легендою, під час дружніх обіймів люди обмінюються душевним теплом.
Міжнародний день обіймів (International Hugging Day) відзначається щорічно 21 січня. Цей день був започаткований в 1986 році в США, а згодом став популярним по всьому світу.
Метою свята є привернення уваги до важливості людських стосунків та підтримки позитивних емоцій. За традицією, в цей день люди активно дарують обійми рідним, близьким та колегам, а також влаштовують спільні заходи з обіймами. Міжнародний день обіймів сприяє зміцненню зав'язків між людьми та підтримці духовного здоров'я. Окрім того, він популяризує таку важливу тему, як фізичний контакт, і нагадує про те, що іноді все, що потрібно, це просто обійми, особливо у світі, де багато часу ми проводимо перед екранами та мобільними телефонами, та де віртуальне спілкування стає все більш поширеним.
Обійми можуть мати корисний ефект на наше фізичне та емоційне здоров'я. Вони можуть знижувати рівень стресу та тривоги, збільшувати рівень окситоцину (гормону любові та довіри), сприяти зниженню кров'яного тиску та зменшенню болю.
Також важливо пам'ятати, що обійми повинні бути добровільними та комфортними для обох сторін, тому необхідно поважати бажання іншої людини та дотримуватись відповідних меж.
Історія свята міжнародного дня обіймів починається в 1986 році в штаті Мічиган, США. Ідею запровадження такого свята запропонував Кевін Заборні, власник магазину з подарунками. Заборні вирішив запровадити день обіймів, щоб підвищити настрій своїм клієнтам та залучити увагу до позитивного впливу обіймів на здоров'я та емоційний стан людини. Він також хотів допомогти змінити негативне ставлення до обіймів, яке тоді було досить поширеним.
Згодом, ідея свята поширилась по всьому світу, і в даний час Міжнародний день обіймів є популярним святом, яке відзначають у різних куточках планети. Сьогодні Міжнародний день обіймів — це свято, яке нагадує людям про важливість фізичного контакту та підтримки емоційного здоров'я, та є добрим приводом дарувати обійми тим, кого ми любимо та поважаємо.
Існує, навіть, поняття обіймотерапія - це форма психотерапії, в якій особа одержує фізичну та емоційну підтримку через обійми. Обійми можуть бути подані як професійними терапевтами, так і близькими людьми. Вважається, що обійми сприяють зниженню рівня стресу та тривожності, збільшенню рівня щастя та сприяють покращенню настрою.